# فيل واتسون
فيل واتسون (بالإنجليزية: Phil Watson)‏ (23 فبراير 1907 في المملكة المتحدة - 1 يناير 1990) هو لاعب كرة قدم بريطاني (وحمل سابقاً جنسية المملكة المتحدة لبريطانيا العظمى وأيرلندا) في مركز الدفاع. شارك مع منتخب اسكتلندا لكرة القدم. أما مع النوادي، فقد لعب مع كوين أوف ساوث ونادي بارنسلي ونادي بلاكبول وهاميلتون أكاديميكال ورابطة كرة القدم الاسكتلندية الحادية عشر ‏.

## وصلات خارجية
- فيل واتسون على موقع الاتحاد الإسكتلندي (الإنجليزية)